# Pont-Sainte-Marie
Pont-Sainte-Marie – miejscowość i gmina we Francji, w regionie Grand Est, w departamencie Aube.
Według danych na rok 1990 gminę zamieszkiwało 4856 osób, a gęstość zaludnienia wynosiła 1217 osób/km².